# مأموریت رانیگانج
مأموریت رانیگانج (به انگلیسی: Mission Raniganj) با نام کامل مأموریت رانیگانج: نجات بزرگ بهارات (به انگلیسی: Mission Raniganj: The Great Bharat Rescue) فیلمی هندی محصول سال ۲۰۲۳ و به کارگردانی تینو سورش دسای است. در این فیلم بازیگرانی همچون آکشی کومار، پرینیتی چوپرا، پاوان مالهوترا، راوی کیشان، وارون بادولا، آنانت ماهادوان، جامل خان، سودهیر پاندی و اومکار داس مانیکپوری ایفای نقش کرده‌اند.